# Usolka
Usolka (rusky Усолка) je řeka v Krasnojarském kraji v Rusku. Je dlouhá 356 km. Povodí řeky má rozlohu 10 800 km².

## Průběh toku
Protéká po jihozápadním okraji Středosibiřské vysočiny. Ústí zleva do Tasejevy v povodí Jeniseje.

## Vodní režim
Zdrojem vody jsou převážně sněhové srážky. V létě dochází k povodním, které jsou způsobeny dešti. Průměrný roční průtok vody ve vzdálenosti 69 km od ústí činí 21,7 m³/s. Zamrzá ve druhé polovině října až v první polovině listopadu a rozmrzá ve druhé polovině dubna až v první polovině května.

## Využití
Řeka je splavná pro vodáky.